# Забастовки шахтёров СССР в 1989 году
Забастовки шахтёров СССР, начавшиеся в 1989 году, стали первыми открытыми массовыми забастовками в стране. Имели глубокие экономические и политические последствия.

## Причины
Толчком к началу массовых забастовок послужило ухудшение обеспечения шахтёрских регионов продовольственными и промышленными товарами в условиях тотального товарного дефицита, нараставшего в стране. Возмущение шахтёров накапливалось также из-за недостаточного обеспечения техники безопасности, участившейся гибели товарищей, стремлением к росту добычи угля, в то время как тонны угля лежали неотгруженными и т. д.

Очевидец и участник событий в Кузбассе А. Ф. Бир описывает эти причины так:
Существовал дежурный лозунг "Сегодня рекорд - завтра норма". Это означало, что какой-нибудь передовой бригадир совершал трудовой подвиг и добывал за смену рекордное количество угля. И уже через очень короткое время его рекорд по добыче угля устанавливался как дневная норма для всех остальных шахтеров. Таким образом, шахтеры были как бы связаны "по рукам и ногам" непрерывной чередой стахановских трудовых подвигов. ... С провозглашением "перестройки" появились новые поборы с шахтеров. ... Под видом благотворительности стали возникать внебюджетные образования, бюджетное содержание которых законодательством не предусматривалось. Шахтерам на их содержание приходилось отдавать на содержание в качестве пожертвования заработок с двух смен, причем ежемесячно. ... деньги, собранные в качестве пожертвований от шахтерских коллективов (и не только), оседали у учредителей этих самых внебюджетных образований. ... Во всех открываемых угольных районах в спешном порядке сколачивались барачные поселки с примитивом "уличных удобств" и с доводами о трудностях "временного характера". Шахтерские семьи жили в таких барачных гетто поколениями. И это тоже способствовало "брожению умов" и формированию протестов. Хотя большинство шахтеров такое состояние старались заглушить  повальным пьянством.От всего этого шахтеры просто устали!
В результате отказа от решения этих многолетних проблем протесты горняков в Кузбассе фактически начались за три года до рассматриваемых событий. В результате подавления этих ранних протестов были заложены основы массовости и самоорганизации протестов 1989 года, а именно, активная часть протестно настроенных горняков обособилась и вышла из КПСС, получив при этом опыт организованного сопротивления.

## Ход забастовочного движения
2 марта 1989 года в г. Воркута прошла первая забастовка на шахте «Северная», переросшая в голодовку, в которой приняли участие 107 человек. 4 марта 1989 года в забой спустились ещё 58 человек поддержавших забастовку и отказавшихся подниматься на поверхность.
Летом 1989 года в СССР в условиях проводимой в стране Перестройки поднялась волна открытого многотысячного забастовочного движения. В июле 1989 года массовые забастовки начались в шахтёрских регионах — Печорском угольном бассейне (Коми АССР, РСФСР), Кузбассе (Кемеровская область, РСФСР), Донбассе (Донецкая область, УССР), Карагандинском угольном бассейне (КазССР).
Прекратив работу, оставив необходимое количество работников для сохранения жизнедеятельности шахт, рабочие вышли на улицы и площади городов. Порядок поддерживался силами бастующих, образовались забастовочные комитеты. Многотысячные митинги шахтёров продолжались помногу часов. Стали появляться новые рабочие лидеры, выдвигаться кандидатуры в забастовочные комитеты.

## Требования бастующих
В июне 1989 года шахтёры Междуреченска передали большое письмо с перечнем своих требований в Верховный Совет СССР. 10 июля 1989 года около 300 шахтёров Междуреченска отказались спускаться в шахту и предъявили администрации около 20 требований. Главные из них были связаны с оплатой труда в вечернее и ночное время, с установлением единого выходного дня, обеспечением шахт и шахтёров моющими средствами и питанием во время работы под землей. Все эти вопросы могли быть решены почти немедленно на уровне городских властей и руководства отрасли. Но местный профсоюз угольщиков оказался не на стороне шахтёров, а на стороне властей. Это и вызвало взрыв возмущения в Междуреченске и во всем Кузбассе.
Уже через два дня забастовка охватила все шахты Кемеровской области. Министр угольной промышленности Михаил Щадов дал телеграмму на шахты Кузбасса, обещая немедленно удовлетворить требования шахтёров. На сессии Верховного Совета СССР выступил и Михаил Горбачёв. Он назвал требования шахтёров Кузбасса справедливыми и заявил, что ЦК КПСС и правительство страны могут дать твёрдые гарантии удовлетворения требований шахтёров Кузбасса. Однако, именно это выступление Михаила Сергеевича и вызвало взрыв недовольства и волну новых шахтёрских забастовок, но уже по всей стране.
Требования межшахтного забастовочного комитета, выработанные на шахте «Воргашорская» для предъявления прибывшей в Воркуту правительственной комиссии. Эти требования были зачитаны на многотысячном митинге 21 июля 1989 года.

 «ТРЕБОВАНИЯ МЕЖШАХТНОГО ЗАБАСТОВОЧНОГО КОМИТЕТА ШАХТЁРОВ ГОРОДА ВОРКУТЫ»

1. Отменить выборы в Верховный Совет СССР от общественных организаций.
2. Отменить статью в Конституции СССР о руководящей и направляющей роли партии.
3. Прямые и тайные выборы Председателя Верховного Совета СССР, председателей местных Советов, начальников городских, районных отделов Министерства внутренних дел на альтернативной основе.
4. Отменить практику лишения слова депутатов на сессиях и съездах Верховного Совета СССР путём голосования. Каждый депутат имеет право голоса, независимо от мнения большинства. Перечисленные вопросы решить на втором съезде народных депутатов.
5. Выразить недоверие т. Щадову и Сребному как руководителям отрасли, не сумевшим проводить эффективную, сбалансированную экономическую и социальную политику. Отменить продолжающийся формализм и волокиту в работе аппарата министерства.
6. Предложить народным депутатам СССР т. Максимову и Лушникову поставить вопрос на следующей сессии Верховного Совета СССР о работе МУП СССР в обеспечении эффективной, сбалансированной экономической и социальной политики в отрасли и о незамедлительном сокращении аппарата министерства на 40 %.
7. Предлагаем Верховному Совету СССР пригласить в страну экономиста Леонтьева В. В. для разработки конкретной экономической модели выхода страны из экономического кризиса.
8. Предоставить полную экономическую и юридическую самостоятельность шахтам.
9. Ликвидировать объединение «Воркутауголь».
10. Производить оплату за работу в ночное и вечернее время в размере 40 и 20 % из централизованных фондов.
11. Установить общий выходной день — воскресенье.
12. Вернуть размер северных и коэффициента, существовавших до 1 марта 1960 года (100 % и 1,8), и распространить их на весь прямой заработок.
13. Производить оплату труда за все время пребывания в шахте (отметка «спуск» и «выезд»).
14. Сократить пенсионный возраст для женщин, работающих на Севере, занятых на переработке и отгрузке угля, до 45 лет — при общем стаже 20 лет, во вредных условиях — 10 лет.
15. Ввести для женщин, работающих на технологическом комплексе поверхности, 6-часовой рабочий день (отгрузка, переработка и транспорт).
16. Для шахтёров Заполярья установить пенсионный возраст 45 лет при подземном стаже 10 лет.
17. Юношам и девушкам, проживающим на Севере 5 и более лет, при поступлении на работу выплачивать северные надбавки сразу и полностью, а до 5 лет — дифференцировано к годам.
18. Передать углесбытовые организации шахтам.
19. Просим Верховный Совет СССР издать закон, обязывающий МПС возмещать предприятиям 100 % ущерба по себестоимости продукции за недопоставку вагонов и сверх госзаказа (по договору), поставка должна быть только в исправных вагонах.
20. Для работающих на УОФ на выборке породы, у кого отпуск 45 дней — установить 60 дней.
21. Установить 70 % пенсий от общего заработка, но не менее 300 рублей (шахтёрам).
22. При начислении пенсии брать любые пять лет из стажа по желанию работника.
23. Валюту 25 %, полученную за реализацию на экспорт, предоставить в распоряжение СТК шахты.
24. Просить Верховный Совет СССР о скорейшем решении вопроса о статусе народного депутата (до второго съезда).
25. Сохранить северные надбавки при расчете и переходе рабочих и служащих с одного предприятия на другое, а также при любых увольнениях.
26. Дисциплинарный устав отменить и ликвидировать ПДК (постоянно действующие комиссии по ТБ).
27. При сдаче жилья в Воркуте предоставлять жилье в других регионах в течение 2-х месяцев безвозмездно.
28. Выплачивать северные надбавки неработающим пенсионерам, проживающим на Севере. Размер пенсии ежегодно корректировать по мере изменения стоимости жизни.
29. Гарантировать снабжение г. Воркуты через Главсеверторг.
30. Обеспечивать товарами зимнего сезона в достаточном количестве и ассортименте, особенно детскими.
31. Отменить вычеты алиментов из северных надбавок, если дети живут на юге.
32. Возобновить строительство ЗКПД −2 для ускоренного решения проблем жилья в Воркуте, право распределения строительных материалов предоставить местным Советам.
33. При 20 годах подземного стажа — выход на пенсию без ограничения возраста.
34. Ускорить строительство и ввод в эксплуатацию до 4 квартала 1990 года межшахтного профилактория в пос. Воргашор.
35. Предоставить право на распределение отпусков участкам.
36. Отменить действующее постановление Совета Министров о соотношении между ростом заработной платы и производительности труда.
37. Решить экологические проблемы Воркуты (ТЭЦ, цемзавод, птицефабрика и т. д.) к 1990-91 гг.
38. Установить продолжительность отпусков шахтёрам — 60 дней, а всем остальным работникам поверхности — 45. Предоставить отпуска и рассчитывать средний заработок, исходя из 5-дневной рабочей недели.
39. Для жителей Крайнего Севера один раз в три года предоставлять бесплатный проезд в отпуск, а каждый год — давать дни на дорогу за свой счет.
40. Оплату билетов производить по фактическому использованию транспорта для проезда в отпуск.
41. Оплату бастующим произвести из расчета присвоенных тарифных ставок, окладов из централизованных фондов и скорректировать план добычи и проходки на дни забастовки.
42. В случае каких-либо преследований участников забастовки со стороны администрации решения выносить по согласованию с забастовочным комитетом.
43. Отменить привилегии администрации и партаппарата на всех уровнях нашего государства.

 Просим председателя Верховного Совета ответить на основные требования шахтёров Заполярья по телевидению"

Немалую часть составляли требования политического характера, не согласующиеся с общей тематикой забастовок и заведомо невыполнимые.
Местное партийное и советское руководство в большинстве случаев запаздывало с реакцией, не вступало в диалог с бастующими. Потеряв доверие к местному руководству, забастовщики обращались напрямую к высшим законодательным и исполнительным органам страны.

## Последствия
Осенью 1989 года стачечное движение привело к созданию «Союза трудящихся Кузбасса». Был учрежден печатный орган рабочих региона. Забастовки то затихали, то разгорались вновь, но окончательно не смолкали, перекатившись в 1990-й.
Шахтёрские забастовки 1989 года стали одним из толчков к смене экономического и политического строя в 1991 году.

Примером для начала забастовочного движения в Молдавии (особенно активны они были на территории будущей Приднестровской Молдавской ССР) послужили непосредственно забастовки шахтёров СССР в 1989 году, когда забастовщики сумели добиться своих требований, перекинувшееся в Забастовки шахтёров Донбасса (1989-1990-е годы).
Одновременно с ними и проходили забастовки в Молдавии, приведшие к официальному самопровозглашению независимости от Молдовы, но в составе СССР: 19.08.1990 года Гагаузской ССР с центром в г. Комрате на юге (12.11.1989 г. была самопровозглашена Гагаузская АССР в составе Молдавии), а 02.09.1990 года Приднестровской Молдавской ССР с центром в г. Тирасполе на востоке.
Требованием забастовщиков было также привлечение внимания руководства СССР и КПСС к законам Молдовы, которые противоречили действовавшим Конституции СССР и Конституции МССР. Руководителей забастовок принял в Москве М. С. Горбачёв и потребовал прекратить забастовку, но она была прекращена лишь 21.09.1989 г. после пленума ЦК КПСС.
В Кемеровской области были созданы рабочие комитеты, областной рабочий комитет издавал Нашу газету.
В честь этого события, группа «Гражданская оборона» записала вокализ «Стачка шахтёров в Кузбассе» на точке «АукцЫон» летом в 1989 году.